# Danh sách từ nguyên thuật ngữ máy tính
Đây là danh sách nguồn gốc các thuật ngữ liên quan đến máy tính (hay danh sách từ nguyên thuật ngữ máy tính). Nó có liên quan đến cả phần cứng và phần mềm máy tính.
Tên của nhiều thuật ngữ máy tính, đặc biệt đối với các ứng dụng, thường có liên quan đến chức năng của nó. Thí dụ, chương trình dịch là ứng dụng biên dịch (từ mã nguồn ngôn ngữ lập trình sang ngôn ngữ máy). Có những thuật ngữ mà lịch sử của nó ít liên quan đến chức năng của nó, và đó là giá trị của từ nguyên học. Chủ đề này nói về các thuật ngữ như vậy.
Nguồn gốc của tên công ty máy tính: xem Danh sách từ nguyên tên công ty máy tính. Danh sách đầy đủ các từ nguyên: xem Danh sách từ nguyên.

## Danh sách từ nguyên

### A-Ă-Â
- Ngôn ngữ lập trình Ada - được đặt tên theo của Ada Lovelace, người được xem là lập trình viên đầu tiên.
- AWK - một ngôn ngữ lập trình, được đặt theo họ của các tác giả là Alfred V. Aho, Peter J. Weinberger và Brian W. Kernighan
- Ajax

Kết hợp giữa HTML, Javascript (Lập trình phần tử mạng), CSS - Cassaded Style Sheet (Định dạng thể hình trang mạng) để làm cho trang mạng thêm sinh động và có giao diện đẹp hơn
- Active Data Objects(ADO): Đối Tượng Dữ Liệu Động
- Active Server Page (ASP): Trang Mạng Động Máy Chủ
- ActiveX: Đối tượng bổ sung, một thư viện bổ sung chức năng
- Add-ons: Công Cụ Bổ Sung

Công cụ đã viết sẵn để dùng trong trang mạng của bạn.
- Address: Địa Chỉ
- ASCII - (American Standard Code for Information Interchange): Bộ Mã Ký Tự Chuẩn Bắc Mĩ

Bộ Mã Chuẩn Bắc Mĩ Để trao Đổi Thông tin, 7-bit, với 128 ký tự
- ANSI - (American National Standards Institute) Mã Chuẩn 1252
- ISO - (International Organization for Standardization) Mã Chuẩn 8859-1
- API - (Application programming interface): Giao diện lập trình ứng dụng

Tổ hợp những hàm dùng trong Windows
- Attribute: Thuộc tính

### B
- B (ngôn ngữ lập trình) - B được tạo bởi Ken Thompson như là một bản sửa đổi của ngôn ngữ lập trình BCPL.
- Bug - một lỗi trong chương trình máy tính làm cho nó không hoạt động chính xác.

Thuật ngữ này thường (bị nhầm lẫn) tin là của Grace Hopper. Năm 1946, cô vào Harvard, phòng thí nghiệm tính toán, nơi cô dò ra lỗi trong Harvard Mark II do con bướm đêm bị kẹt trong relay gây ra. Con bọ (tiếng Anh: bug) này được gỡ cẩn thận và dán vào sổ nhật ký. (Xem Hình).
Tuy nhiên, việc dùng từ "bug" để diễn tả sự thiếu sót trong hệ thống cơ khí bắt đầu ít nhất từ những năm 1870. Thomas Edison đã một lần dùng thuật ngữ này trong sổ tay của ông.

### C
- C (ngôn ngữ lập trình) - Dennis Ritchie nâng cấp ngôn ngữ lập trình B và gọi nó là New B. Sau đó ông gọi nó là C.
- Client Side: Máy Khách
- Command: Lệnh
- Code: Mã

### D-Đ
- DHTML Dynamic HTML - HTML Động

Kết hợp giữa HTML (soạn trang mạng) và Javascript (lập trình mạng) làm cho trang mạng sinh động hơn.
- Dynamic Link Library (DLL), Thư viện liên kết động, Thư viện chức năng rời
- Data Base: Cơ Sở Dữ Liệu
- Domain: Tên Miền

### E-Ê
- Element: Phần tử
- Event: sự kiên. Thí dụ: Onclick - khi nhấp chuột
- Event Handling: định dạng cách thức hoạt động của sự kiện

### F
- FTP File Transfer Protocol - Nghi Thức Hồ Sơ

Nghi thức vận chuyển hồ sơ trên mạng
- Favorite: Tập Ưa Thích
- Folder: Thư Mục
- File: Tập Tin (Tệp)
  - ASCII File: Tập Tin Chử, Đọc được như văn bản thường
  - Binary File: Tập Tin Mả Hóa, Không thể đọc được như văn bản thường
- Frame: Khung

### G
- GOPHER: nghi thức tin tức

Nghi thức dùng để trao đổi tin tức trên mạng

### H
- HTML Hyper Text Markup Language - Ngôn Ngữ Biên Tập Trang Mạng, Ngôn Ngữ Viết Trang Mạng, Ngôn ngữ liên kết siêu văn bản

Ngôn ngữ soạn trang mạng bằng thẻ lịnh (tag)
- HTTP: Hyper Text Transfer Protocol: Nghi thức Trang Mạng

Nghi thức dùng để truy cập trang mạng trên mạng quốc tế
- Homepage: Trang Chính, Trang Đầu

### I
- IP: Internet Protocol - Nghi Thức Lưới Mạng
- Internet: Lưới Mạng Toàn Cầu
- Interface:Giao Diện
- ISO - (International Organization for Standardization): Tiêu chuẩn Toàn Cầu

ISO 8859: Tiêu chuẩn Bộ Ký Tự 8-bits. 8859-2, 8859-5, 8859-13
ISO 10646: Tiêu chuẩn Bộ Ký Tự Unicode

### J
- Javascript: Ngôn Ngữ Lập Trình Trang Mạng

dùng trong HTML để làm trang mạng HTML sinh động hơn

### L
- LAN (Local Area Network)

Hệ thống kết nối máy vi tính địa phương, cục bộ
- Link: Liên Kết, Kết Nối

### M
- MAIL TO: Nghi Thức Gửi Thư

Nghi Thức dùng để gửi thư điện tử trên mạng
- Multimedia: Đa Phương Tiện

hồ sơ có hình, ảnh, tiếng
- Method: Phương Thức

### O-Ô-Ơ
- Object: Đối tượng
- Object Oriented Programming: Lập Trình Hướng Đối Tượng

### P
- Program: Một Trình, một chương trình
- Property: Thuộc Tính
- Protocol: Nghi Thức, Nghi Thức dùng trong Trình Duyệt

Có 5 dạng Nghi Thức Trình Duyệt thường dùng
1. http:, Nghi Thức Trang Mạng
2. ftp:, (file tranfer protocol) Nghi Thức Hồ Sơ
3. '''mailto:''', Nghi Thức Gởi Thơ
4. Gopher:, Nghi Thức Tin Tức

- Password: Mật Khẩu
- Path: Đường Dẫn

### S
- SSI Server Side - Include Lịnh Máy Chủ

thông tin của trang mạng trên các máy khách và chủ
- Server: Máy chủ
- Script: Biên Tập
- Scripting Language: Ngôn Ngữ Biên Tập. Thí Dụ: DOS BATCH, HTML, WSL
- Structured Proramming Language:Ngôn ngữ lập trình cấu trúc. Thí Dụ: C, Visual Basic, Pascal
- Machine Language: Ngôn Ngữ Máy. Thí Dụ: Assembly,
- Structured Query Language - SQL: Ngôn Ngữ Truy vấn Dữ Liệu

Ngôn ngữ dùng dòng lịnh để truy cập dữ liệu từ các cơ sở dữ liệu theo một quy định nhất định
- Source Code: Mã nguồn

Scripting language: Ngôn ngữ kịch bản

### T
- Tag: Thẻ lệnh ngôn ngữ HTML dưới dạng <tag>Lệnh</tag>.

Thí dụ <html></html>Mở và kết trang mạng
- TCP:
- ToolBar: Thanh Công Cụ
- Tab: Thẻ

### U-Ư
- Uniform Resource Locator: Truy Cập Địa Chỉ Trang Mạng
- User ID: Tên Đăng Nhập
- GUI - (Graphic User Interface): Giao diện đồ hoạ người dùng

### V
- Value: Giá trị
- VBScript: Lập Trình Trang Mạng của Microsoft tương tợ như Lập Trình Trang Mạng Javascript của Netscape
- Search Engine: Máy Tìm Kiếm

Máy truy tìm thông tin trên mạng

### W
- World Wide Web: Mạng Toàn Cầu

Hệ thống trang mạng trên toàn thế giới
- World Wide Net: Mạng Lưới Toàn Cầu

Hệ thống kết nối máy vi tính trên toàn thế giới
- Web Browser: Trình Duyệt Web
- Web: Mạng
- Website: Mạng Vùng, tập hợp của nhiều trang mạng trên một máy chủ
- Webpage: Trang Mạng
- WAN: Wide Area NetWork

Hệ thống kết nối máy vi tính mở rộng
- Windows: Cửa Sổ

### X
- XHTML: Extended HTML - HTML Nâng Cấp

Bổ sung thêm chức năng cho trang mạng HTML
- XML Extended Markup Language

Ngôn ngữ lập trình mạng với khả năng định dạng dữ liệu và truy cập dữ liệu